# Исправљач (неуронске мреже)
У контексту вештачких неуронских мрежа, функција активације исправљача или ReLU (Rectified Linear Unit)   је активациона функција дефинисана као позитиван део свог аргумента:
{\displaystyle f(x)=x^{+}=\max(0,x)}
где x представља улаз у неурон. Ово је иначе познато и као функција рампе и аналогно је полуталасном исправљању која је област у електротехници .
Ова активациона функција се почела појављивати у контексту екстракције визуелних карактеристика у хијерархијским неуронским мрежама почевши од краја 1960-их година.   Касније се тврдило да има јаке биолошке мотиве и математичка оправдања.   2011. године је откривено да омогућава бољу обуку дубљих мрежа,  у поређењу са широко коришћеним активационим функцијама од пре 2011. године, на пример, логистички сигмоид (који је инспирисан теоријом вероватноће ; погледајте и логистичку регресију ) и његов практичнији  еквивалент, хиперболичка тангента . Исправљач је, од 2017. године, најпопуларнија активациона функција за дубоке неуронске мреже . 
Исправљене линеарне јединице углавном налазе примену у компјутерском виду  и препознавању говора   тако што користе дубоке неуронске мреже и рачунарску неуронауку .   

## Предности
- Ретка активација: На пример, у насумично иницијализованој мрежи, само око 50% скривених јединица је активирано (имају не-нултну излазну вредност).
- Боље ширење градијента: Мање проблема са нестајајућим градијентом у поређењу са функцијама сигмоидалне активације које се засићују у оба смера. [9]
- Ефикасно рачунање: Само поређење, сабирање и множење.
- Инваријантна размера: {\displaystyle \max(0,ax)=a\max(0,x){\text{ for }}a\geq 0} .

Активационе функције за исправљање су коришћене за раздвајање специфичне ексцитације и неспецифичних инхибиција у неурално апстрактној пирамиди, која је обучена на надгледајући начин да научи неколико задатака компјутерске визије.  У 2011. години,  показало се да употреба исправљача као нелинеарности омогућава обуку дубоко надгледаних неуронских мрежа без потребе за претходном обуком без надзора . Исправљене линеарне јединице, у поређењу са сигмоидном функцијом или сличним активационим функцијама, омогућавају бржи и ефикаснији тренинг дубоких неуронских архитектура на великим и сложеним скуповима података.

## Потенцијални проблеми
- Није диференцијабилан на нули; међутим, може се разликовати било где другде, а вредност деривата на нули може се произвољно изабрати да буде 0 или 1.
- Није нултно-центриран.
- Неограниченост
- Проблем умирања ReLU-а: ReLU (Rectified Linear Unit) неурони понекад могу бити гурнути у стања у којима постају неактивни за суштински све улазе. У овом стању, ниједан од градијената не тече уназад кроз неурон, тако да се неурон заглави у трајно неактивном стању и „умире“. Ово је облик проблема нестајања градијента . У неким случајевима, велики број неурона у мрежи може да се заглави у мртвим стањима, ефективно смањујући капацитет модела. Овај проблем се обично јавља када је стопа учења постављена превисоко. Може се ублажити коришћењем пропуштајућих ReLU-ова, који додељују мали позитиван нагиб за х < 0; међутим, перформансе су смањене.

## Варијанте

### Комадично-линеарне варијанте

#### Пропуштајући ReLU
Пропуштајући ReLU-ови дозвољавају мали, позитиван градијент када јединица није активна. Следећа функција гласи: 
{\displaystyle f(x)={\begin{cases}x&{\text{if }}x>0,\\0.01x&{\text{otherwise}}.\end{cases}}}

#### Параметризован ReLU
Параметризовани ReLU-ови (PReLUs) развијају ову идеју даље тако што претварају коефицијент цурења у параметар који се учи заједно са другим параметрима неуронске мреже. 
{\displaystyle f(x)={\begin{cases}x&{\text{if }}x>0,\\ax&{\text{otherwise}}.\end{cases}}}
Имајте на уму да су за а ≤ 1 ове две функције еквивалентне максималној вредности функције која се налази испод 
{\displaystyle f(x)=\max(x,ax)}
и самим тим имају везу са "maxout"  мрежама. 

### Друге нелинеарне варијанте

#### Гаусова линеарна јединица грешке (GELU)
GELU представља глатку апроксимацију исправљача. Има немонотонски „bump“ када је х < 0, и служи као подразумевана активација за моделе као што је БЕРТ . 
{\displaystyle f(x)=x\cdot \Phi (x)} ,
где Φ( х ) представља кумулативна функција расподеле стандардне нормалне расподеле .
Ова активациона функција је илустрована на слици која се налази на почетку овог чланка.

#### SiLU
SiLU (Сигмоидова Линеарна Јединица) или функција swish  је још једна глатка апроксимација која је први пут скована у ГЕЛУ раду. 
{\displaystyle f(x)=x\cdot \operatorname {sigmoid} (x)}
где {\displaystyle \operatorname {sigmoid} (x)} је сигмоидна функција .

#### Softplus
Апроксимација исправљача глатког и лаганог облика представља наведену аналитичку функцију која је представљена функцијом испод:
{\displaystyle f(x)=\ln(1+e^{x}),}
и та функција се назива softplus   или SmoothReLU .  За велике негативне вредности {\displaystyle x} је отприлике једнако {\displaystyle ln(1)} дакле нешто изнад 0, док за велике позитивне вредности {\displaystyle x} је отприлике једнако {\displaystyle ln(e^{x})} тек мало изнад {\displaystyle x} .
Параметар оштрине {\displaystyle k} може бити укључено:
{\displaystyle f(x)={\frac {\ln \left(1+e^{kx}\right)}{k}}}
Извод softplus-а једнак је логистичкој функцији . Почевши од параметарске верзије,
{\displaystyle f'(x)={\frac {e^{kx}}{1+e^{kx}}}={\frac {1}{1+e^{-kx}}}}
Логистичка сигмоидна функција је приближна апроксимација извода исправљача, односно Хевисајдове корак функције .
Мултиваријабилна генерализација softplus-а са једном променљивом је LogSumExp са првим аргументом који је постављен на нулу:
{\displaystyle \operatorname {LSE_{0}} ^{+}(x_{1},\dots ,x_{n}):=\operatorname {LSE} (0,x_{1},\dots ,x_{n})=\log \left(1+e^{x_{1}}+\cdots +e^{x_{n}}\right).}
Функција LogSumExp је
{\displaystyle \operatorname {LSE} (x_{1},\dots ,x_{n})=\log \left(e^{x_{1}}+\cdots +e^{x_{n}}\right),}
а његов градијент представља softmax ; softmax са првим аргументом који је постављен на нулу је мултиваријабилна генерализација логистичке функције. И LogSumExp и softmax се користе у машинском учењу.

#### ELU
Експоненцијалне линеарне јединице покушавају да учине средње активације буду ближе нули, што убрзава процес учења. Показало се да ELU могу постићи већу тачност класификације од ReLU-ова. 
{\displaystyle f(x)={\begin{cases}x&{\text{if }}x>0,\\a\left(e^{x}-1\right)&{\text{otherwise}},\end{cases}}}
где {\displaystyle a} је хиперпараметар који треба подесити, и {\displaystyle a\geq 0} је ограничење.
ELU се може посматрати као да је изглађена верзија помереног ReLU (SReLU), који има облик функције {\displaystyle f(x)=\max(-a,x)} с обзиром на исто тумачење {\displaystyle a} .

#### Mish
Mish функција се такође може икористити као апроксимација исправљача глатког облика.  Дефинише се као
{\displaystyle f(x)=x\tanh(\operatorname {softplus} (x))}
где {\displaystyle \tanh(x)} представља хиперболичну тангенту и {\displaystyle \operatorname {softplus(x)} } је softplus функција.
Миш је немонотон и самосталан .  Инспирисан је Swish -ом, који је варијанта ReLU-а . 